# ГЕС Гітару
Гітару — діюча гідроелектростанція у Кенії, що розташована на річці Тана між ГЕС Камбуру та ГЕС Кіндарума.
Її потужність становить 225 мегават. Будівництво розпочалось 1975 року і завершилось 1978-го, проте електростанція була введена в дію лише 1999 року. США виділили на її будівництво через Світовий банк 63 мільйона доларів. Власником гідроелектростанції є заснована у 1954 році компанія KenGen, яка виробляє до 72 % усієї електроенергії в Кенії.
30-метрова гребля електростанції стримує близько 16 мільйонів кубометрів води. Довжина греблі становить 580 метрів. Виробляють електроенергію два генератори по 72 мегават та один по 81 мегават. Реактивні турбіни відносяться до радіально-осевого типу.
У 2016 році на електростанції мав місце курйозний інцидент. На територію станції через паркан під високою напругою невідомо як пробралася мавпа. Тварина бігала по даху будівлі, проте не втрималась і впала в трансформатор. У результаті цього сталося перевантаження агрегатів і станція втратила до 180 мегават, що призвело до блекауту на всій території Кенії. Сама мавпа залишилась цілою; її забрали захисники тварин з організації Kenya Wildlife Service.